# RKWard
RKWard 是一个透明的R编程语言前端，R语言是一个专注于统计功能的脚本语言 。RKWard试图将R语言的力量同易于使用的商业统计软件包结合起来。
虽然它可以运行在众多环境中，它实际上原来是为KDE桌面环境设计而同其相整合的。
RKWard的功能包括：
- 类似电子表格数据的编辑
- 语法高亮、代码折叠和代码完成
- 数据输入(例如 SPSS，Stata和CSV)
- 图表预览与可浏览历史
- R包的管理
- 工作空间浏览器
- 对于各种统计数据和图表的GUI对话框

## 外部地址
- RKWard homepage（页面存档备份，存于）
- 'RKWard: A Comprehensive Graphical User Interface and Integrated Development Environment for Statistical Analysis with R', Stefan Rödiger, Thomas Friedrichsmeier, Prasenjit Kapat, Meik Michalke, Journal of Statistical Software（页面存档备份，存于）